# Les Aventures de John Ping
Pour plus de détails, voir Fiche technique et Distribution.
Les Aventures de John Ping est un film muet français réalisé par Georges Monca, sorti en 1911.

## Fiche technique
- Titre : Les Aventures de John Ping
- Réalisation : Georges Monca
- Scénario : André Mouézy-Eon
- Photographie :
- Montage :
- Société de production : Pathé Frères
- Société de distribution : Pathé Frères
- Pays d'origine :  France
- Langue : film muet avec les intertitres en français
- Métrage : 260 mètres
- Format : Noir et blanc — 35 mm — 1,33:1 — Muet
- Genre :  Comédie
- Durée : 8 minutes 40
- Date de sortie :
  - France : 27 octobre 1911

## Distribution
- le boxeur Fernand Cuny
- Andrée Marly
- Henry Houry
- Jeanne Bérangère
- Victorius